# Simple Twist of Fate
"Simple Twist of Fate" es una canción del músico estadounidense Bob Dylan publicada en su álbum de estudio de 1975 Blood on the Tracks.

## Versiones
La primera versión de "Simple Twist of Fate" fue realizada por Joan Baez en el álbum Diamonds & Rust, de 1975. La letra de la canción interpretada por Baez difiere un poco de la primera versión de Dylan.
La última estrofa en la versión original dice:

"La gente me dice que es un pecado
saber y sentir muy profundamente
yo todavía creo que ella era mi gemelo
pero perdí el anillo
ella nació en primavera
pero yo nací demasiado tarde
échale la culpa a un simple giro del destino."

mientras que la de Joan Baez (al igual que la de Dylan en The Bootleg Series Vol. 5: Bob Dylan Live 1975, The Rolling Thunder Revue) termina diciendo:

"La gente me dice que es un crimen
sentir demasiado en cualquier momento
Todo lo que me costó fue un centavo
Pero las campanas rechazan el anillo
ella nació en primavera..."

A posteriori, sería versionada por numerosos artistas, entre los que figuran Jerry Garcia Band, en el álbum de 1991 Jerry Garcia Band, Nacho Vegas realizó una versión en español de esta canción, a la que denominó "Un Simple Giro del Destino", Concrete Blonde en el álbum de 1994 Still in Hollywood, Sean Costello en su álbum epónimo de 2005, Bryan Ferry en Dylanesque, Jeff Tweedy en la banda sonora de la película I'm Not There, y Stephen Fretwell en Man on the Roof.

## Curiosidades
En marzo de 2009, durante una entrevista dada a Televisión Nacional de Chile, el vocalista de Radiohead, Thom Yorke, señaló que la canción de otro artista que le hubiera gustado componer a él es "Simple Twist of Fate".